# Simonyella variegata
Simonyella variegata — вид грибів, що належить до монотипового роду  Simonyella.